# 아나시르마

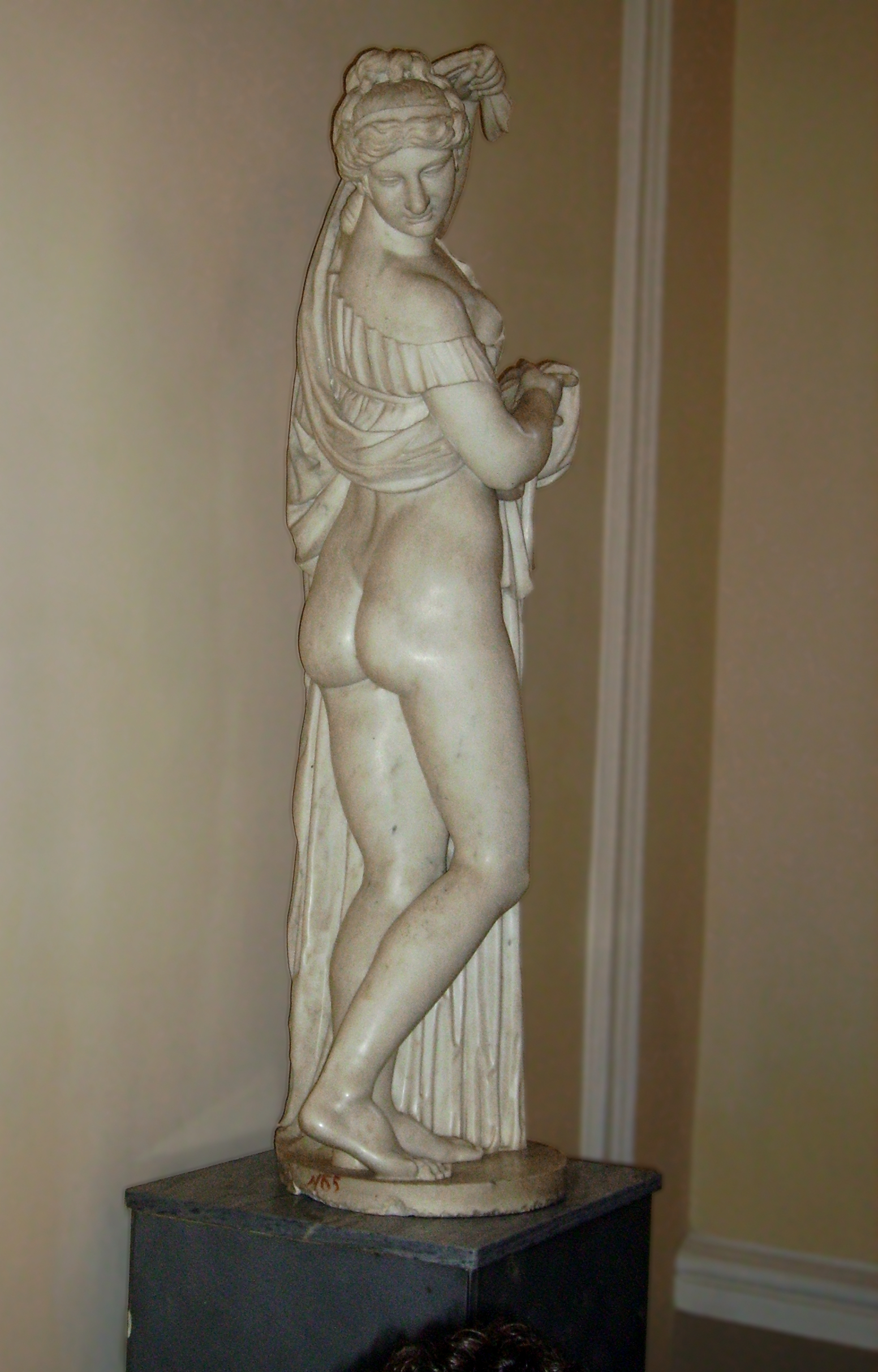
상트페테르부르크의 에르미타시 박물관에 있는 헬레니즘 문명 시대 칼리피고스 아프로디테 복제품.

아나시르마(Anasyrma, 고대 그리스어: ἀνάσυρμα, ἀνά ana "위로, 반대로, 뒤로"와 σύρμα syrma "끌어당기는 동작"으로 구성)는 여러 번 아나시르마타(ἀνασύρματα)로, 또한 아나시르모스(ἀνασυρμός)라고도 불리며, 치마나 킬트를 들어 올리는 제스처이다. 이는 특정 종교 의식, 에로티시즘, 그리고 음란한 농담(예: 바우보 참고)과 관련하여 사용된다. 이 용어는 해당 예술 작품을 묘사하는 데 사용된다.
아나시르마는 자신의 벌거벗은 성기나 볼기를 의도적으로 도발적으로 드러내는 것일 수 있다. 후자의 유명한 예는 칼리피고스 아프로디테("아름다운 엉덩이의 아프로디테")이다. 다른 맥락에서 이 제스처는 액막이적 성격을 가지는데, 이는 초자연적인 적을 물리치는 수단이거나 무닝과 유사하게 조롱의 표시일 수 있다.

## 그리스 고대

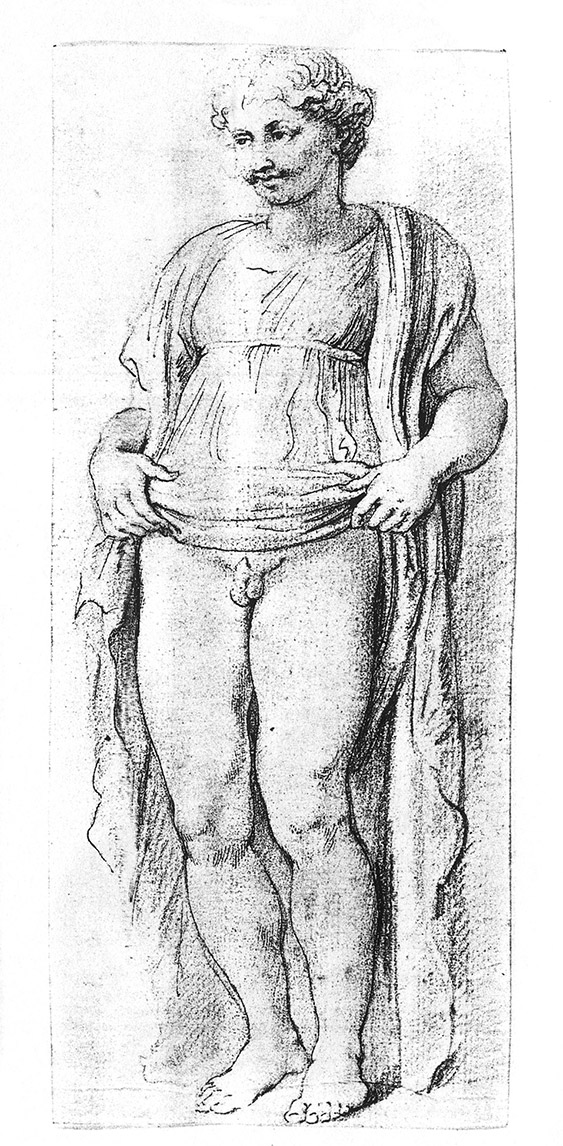
페테르 파울 루벤스의 헤르마프로디토스 아나시로메노스 스케치.

의례적인 농담과 은밀한 노출은 데메테르와 디오니소스 숭배에서 흔했으며, 이 신들과 관련된 엘레우시스 밀의종교의 기념 행사에서도 나타난다. 신화학자 아테네의 아폴로도로스는 이암베의 농담이 데메테르와 페르세포네를 기리는 축제인 테스모포리아에서 의례적인 농담을 행하는 이유였다고 말한다. 데메테르 신화의 다른 버전에서는 여신이 노파인 바우보라는 여인에게 환영받는데, 그녀는 아나시르마("치마를 들어 올림")라고 불리는 의례적 제스처로 자신을 노출하여 여신을 웃게 한다. 소아시아 서해안의 그리스 도시인 프리에네에서 발견된 일련의 소상은 일반적으로 "바우보" 소상으로 식별되며, 복부 하단과 합쳐진 얼굴로 여성의 몸을 표현한다. 이들은 눈, 입, 때로는 다리로 장식된 팔루스와 대칭을 이루는데, 이는 꽃병 그림에서 나타나고 소상으로 제작되었다.
젖가슴과 긴 옷을 들어올려 팔루스를 드러내는 이른바 아나시로메노스 자세를 취한 테라코타 자웅동체 소상은 시칠리아에서 레스보스섬까지 발견되었으며, 고전기 그리스 후기와 헬레니즘 문명 초기로 거슬러 올라간다. 그러나 아나시로메노스 자세는 기원전 4세기에 발명된 것이 아니다. 이 유형의 인물들은 여성 신성들을 위해 사용된 훨씬 이전의 동양 도상학 전통에서 유래한다. 고대 문헌에 따르면 이 인물들은 기원전 5세기에서 4세기 사이에 그리스 본토에 소개된 키프로스 아프로디토스(아마도 아스타르테의 한 형태) 신을 나타낸다. 드러난 팔루스는 액막이적인 마법의 힘을 가지고 있어 사시나 인비디아를 물리치고 행운을 가져다준다고 믿어졌다.

## 나체의 액막이 효과
많은 역사적 기록들은 아나시르마가 긍정적 또는 부정적으로 극적이거나 초자연적인 효과를 가졌음을 시사한다. 가이우스 플리니우스 세쿤두스는 월경 중인 여성이 몸을 드러내면 우박 폭풍, 회오리바람, 번개를 쫓아낼 수 있다고 썼다. 그녀가 옷을 벗고 밀밭을 걸어 다니면 애벌레, 벌레, 딱정벌레가 떨어져 나간다. 월경 중이 아닐 때도 옷을 벗음으로써 바다의 폭풍을 잠재울 수 있다.

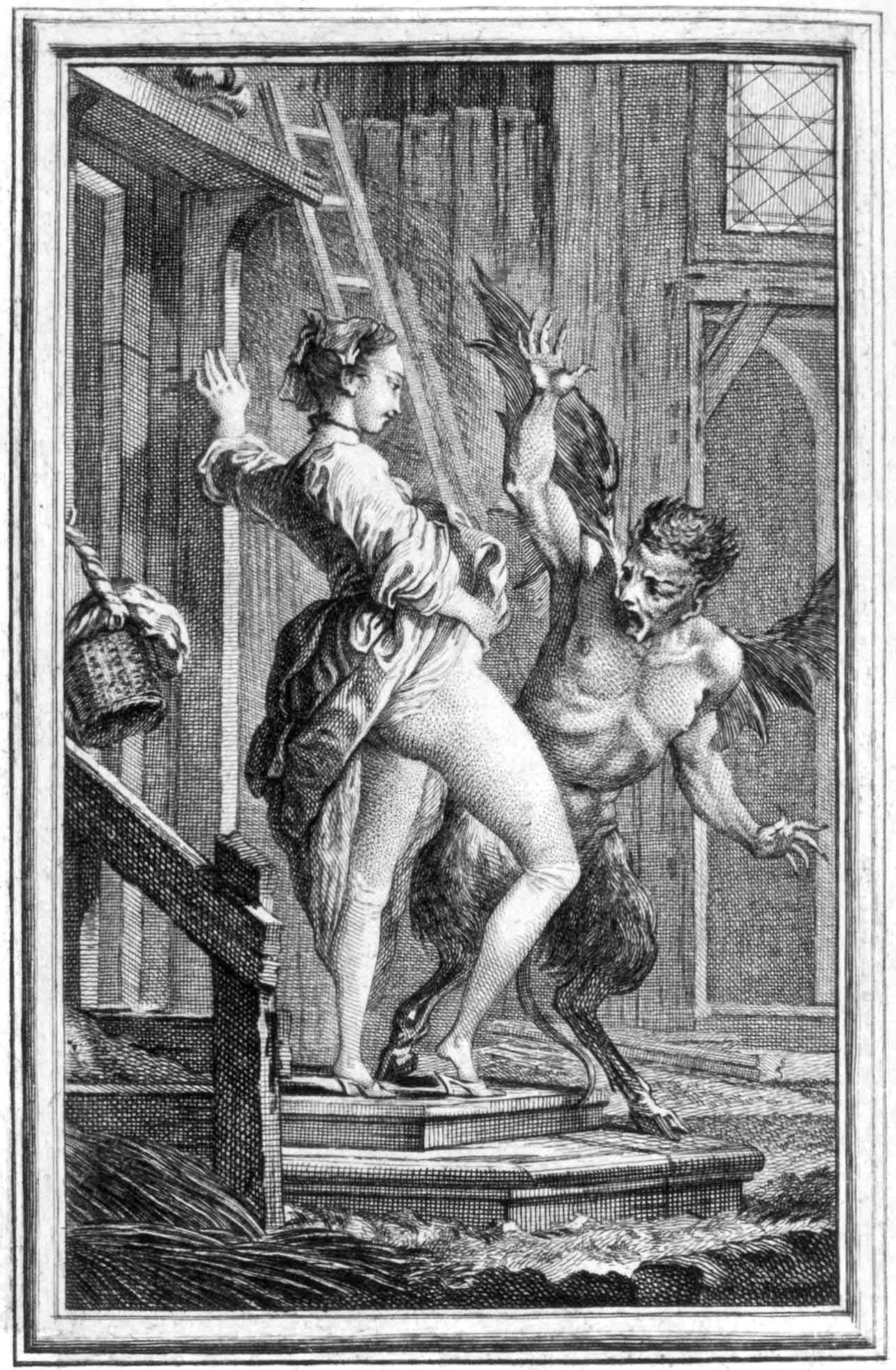
라 퐁텐 판화

민속에 따르면 여성들은 아일랜드섬과 중화인민공화국에서 적을 쫓아내기 위해 치마를 들어 올렸다. 아이리시 타임스 (1977년 9월 23일)의 기사는 여러 남성이 연루된 잠재적인 폭력 사건이 한 여성이 공격자들에게 자신의 성기를 노출함으로써 저지되었다고 보도했다. 발칸반도 민속에 따르면, 비가 너무 많이 올 때 여성들은 들판으로 달려가 치마를 들어올려 신들을 놀라게 하고 비를 멈추게 했다. 마이모니데스도 비를 물리치는 이 의식을 언급하며 반대 의사를 표명했다. 옷을 벗는 것은 사회보다 자연에 더 가까운 "원초적인" 상태를 만들어 초자연적인 존재와의 상호작용을 촉진하는 것으로 인식되었다. 장 드 라 퐁텐의 Nouveaux Contes (1674)에서는 한 여인이 치마를 들어 올리는 모습에 악마가 쫓겨난다. 실라 나 긱이라 불리는 관련 조각들은 북유럽과 영국 제도 중세 교회에서 흔했다.
아프리카의 일부 국가에서는 여성이 옷을 벗고 자신을 드러내는 것이 여전히 저주이자 악을 물리치는 수단으로 여겨진다.
나이지리아에서는 석유 산업에 반대하는 대규모 시위 중 여성들이 옷을 벗겠다고 위협했고, 이는 현지 주민들의 눈에 회사가 수치스러워지는 것을 피하고 싶었던 셰브론텍사코가 지역 사회에 필요한 서비스를 제공하기 위한 협상을 체결하게 만들었다. 리마 보위는 그녀와 다른 여성들이 제2차 라이베리아 내전 중 평화 협상이 진행 중이던 법원을 둘러싸자 체포를 막기 위해 옷을 벗겠다고 위협했다. 협상 테이블에 있던 군벌들과 장군들은 그녀의 나체를 목격하면 자신들에게 닥칠 저주를 두려워하여 회의실로 물러났다. 여성들은 협상이 마침내 평화 합의에 도달할 때까지 2주 더 시위를 유지했으며, 이 사건은 2008년 다큐멘터리 영화 악마를 지옥으로 돌려보내라에서 묘사되었다.

## 같이 보기
- 캉캉
- 노출증
- 공연음란죄
- 무닝
- 누드와 시위
- 바지 벗기기
- 업스커트

## 출전
- Marilyn A. Katz (2000년 2월 13일). “CCIV 110 / Spring 2000 / Women in Ancient Greece: Background Notes: Homeric hymn to Demeter”. Wesleyan University. 2010년 7월 29일에 원본 문서에서 보존된 문서. 2006년 6월 5일에 확인함.
- Weber-Lehmann, C. (1997/2000)) "Anasyrma und Götterhochzeit. Ein orientalisches Motiv im nacharchaischen Etrurien", in: Akten des Kolloquiums zum Thema: Der Orient und Etrurien. Zum Phänomen des 'Orientalisierens' im westlichen Mittelmeerraum. Tübingen.
- Dexter, Miriam Robbins, and 빅터 H. 메어. (2010) Sacred Display: Divine and Magical Female Figures of Eurasia. Cambria Press. ISBN 9781604976748

## 추가 자료
- Blackledge, Catherine (2020). Raising the Skirt: The Unsung Power of the Vagina. Hachette UK, ISBN 147461583X
- Hairston, Julia L. (Autumn 2000) "Skirting the Issue: Machiavelli's Caterina Sforza", Renaissance Quarterly. Vol. 53, No. 3., pp. 687–712.
- Marcovich, M. (September 1986) "Demeter, Baubo, Iacchus, and a Redactor", Vigiliae Christianae. Vol. 40, No. 3. pp. 294–301.
- Morris, Ellen F. (2007). "Sacred and Obscene Laughter in 'The Contendings of Horus and Seth', in Egyptian Inversions of Everyday Life, and in the Context of Cultic Competition". In Schneider, Thomas; Szpakowska, Kasia. Egyptian Stories: A British Egyptological Tribute to Alan B. Lloyd on the Occasion of His Retirement. Ugarit-Verlag. ISBN 978-3934628946
- Säflund, Gösta. (1963) Aphrodite Kallipygos, Almqvist & Wiksell, Stockholm, Sweden.
- Stoichita, Victor I.; Anna Maria Coderch. (1999) Goya: The Last Carnival, Reaktion Books. pp. 118. ISBN 1-86189-045-1
- Thomson De Grummond, Nancy. (2006) Etruscan Myth, Sacred History, and Legend, University of Pennsylvania Museum of Archaeology. ISBN 1-931707-86-3
- Zeitlin, Froma I. (1982) Cultic models of the female: Rites of Dionysos and Demeter, Arethusa. pp. 144–145.